# Чемпионат Украины по борьбе 2023
Чемпионат Украины по борьбе 2023 года (укр. Чемпіонат України з боротьби 2023), который прошёл во Львове с 9 по 13 мая и являлся отборочным первенством для чемпионата мира, который пройдет в столице Сербии Белграде. Данный чемпионат прошёл на легкоатлетическом манеже «СКА». Это первый чемпионат, в котором приняли участие спортсмены из трёх стилей борьбы — вольная борьба, греко-римская борьба (Кубок Украины) и женская.

## Командный рейтинг
| Место | Вольная борьба            | Вольная борьба | Женская борьба      | Женская борьба |
| Место | Команда                   | Очки           | Команда             | Очки           |
| ----- | ------------------------- | -------------- | ------------------- | -------------- |
| 1     | Ивано-Франковская область | 162            | Львовская область   | 180            |
| 2     | Киев                      | 135            | Волынская область   | 108            |
| 3     | Львовская область         | 125            | Житомирская область | 95             |

## Медалисты

### Вольная борьба
| Категория | Золото                                      | Серебро                                   | Бронза                                                                          |
| --------- | ------------------------------------------- | ----------------------------------------- | ------------------------------------------------------------------------------- |
| До 57 кг  | Камиль Керимов · Харьковская область        | Андрей Яценко · Полтавская область        | Руслан Соловей · Харьковская область Роман Гуцуляк · Ивано-Франковская область  |
| До 61 кг  | Ярослав Гурский · Ивано-Франковская область | Тарас Маркович · Киев                     | Георгий Казанджи · Одесская область Максим Кизюк · Донецкая область             |
| До 65 кг  | Эрик Арушанян · Сумская область             | Василий Шуптар · Житомирская область      | Дмитрий Михнюк · Донецкая область Никита Абрамов · Киев                         |
| До 70 кг  | Иван Кусяк · Ивано-Франковская область      | Иван Билейчук · Ивано-Франковская область | Иван Семенов · Днепропетровская область                                         |
| До 74 кг  | Семён Радулов · Одесская область            | Тимур Гудима · Львовская область          | Вадим Куриленко · Киевская область Виталий Кулакевич · Киев                     |
| До 79 кг  | Алексей Доманицкий · Львовская область      | Денис Биков · Полтавская область          | Алим Месуветов · Херсонская область Богдан Лиманский · Киев                     |
| До 86 кг  | Василий Михайлов · Одесская область         | Владислав Прус · Киев                     | Иван Чорногуз · Ивано-Франковская область Алексей Щербак · Киев                 |
| До 92 кг  | Денис Сагалюк · Ивано-Франковская область   | Мраз Джафарян · Харьковская область       | Олег Кузьменко-Тайсон · Житомирская область Алфес Долидзе · Полтавская область  |
| До 97 кг  | Мураз Мчедлидзе · Днепропетровская область  | Магомед Закариев · Одесская область       | Иван Примаченко · Полтавская область Давид Мчедлидзе · Днепропетровская область |
| До 125 кг | Юрий Идзинский · Львовская область          | Владимир Качанов · Харьковская область    | Важа Даиаури · Винницкая область Андрей Власов · Киев                           |

### Женская борьба
| Категория | Золото                                      | Серебро                               | Бронза                                                                     |
| --------- | ------------------------------------------- | ------------------------------------- | -------------------------------------------------------------------------- |
| До 50 кг  | Виктория Слободенюк · Житомирская область   | Татьяна Заяц · Ровненская область     | Ирина Дорошенко · Житомирская область Диана Рисова · Волынская область     |
| До 53 кг  | Лилия Горишна · Волынская область           | Лилия Маланчук · Киевская область     | Александра Федорченко · Донецкая область                                   |
| До 55 кг  | Мария Винник · Черновицкая область          | Яна Сорока · Львовская область        | Альбина Рилля · Львовская область Анна Клишин · Киев                       |
| До 57 кг  | Александра Хоменец · Львовская область      | Татьяна Борисенко · Львовская область | Алена Насибова · Херсонская область Софья Марченко · Житомирская область   |
| До 59 кг  | Соломия Винник · Черновицкая область        | Елена Пишкина · Киев                  | Юлия Лисовская · Херсонская область Анастасия Остапук · Волынская область  |
| До 62 кг  | Илона Прокопевнюк · Одесская область        | Ирина Бондар · Житомирская область    | Юлия Пахнюк · Ивано-Франковская область                                    |
| До 65 кг  | Юлия Лесковец · Ровненская область          | Оксана Гергель · Закарпатская область | Оксана Чудик · Львовская область                                           |
| До 68 кг  | Татьяна Рыжко · Херсонская область          | Алла Белинская · Львовская область    | Ульяна Буря · Львовская область Монола Скобельская · Львовская область     |
| До 72 кг  | Алина Рудницкая · Ивано-Франковская область | Диана Десятко · Киев                  | Инна Бугай · Ровненская область Любовь Приткина · Днепропетровская область |
| До 76     | Анастасия Алпеева · Волынская область       | Мария Орлевич · Львовская область     | Ольга Щебетюк · Хмельницкая область                                        |

### Греко-римская борьба (Кубок Украины)[4]
| Категория | Золото                                      | Серебро                                      | Бронза                                                                                   |
| --------- | ------------------------------------------- | -------------------------------------------- | ---------------------------------------------------------------------------------------- |
| до 55 кг  | Корюн Саградян · Винницкая область          | Вячеслав Байрактар · Одесская область        | Иван Стефанский · Днепропетровская область Алексей Жабский · Николаевская область        |
| до 60 кг  | Виктор Петрик · Киевская область            | Игорь Курочкин · Николаевская область        | Дмитрий Цимбалюк · Закарпатская область Андрей Семенчук · Ровненская область             |
| до 63 кг  | Александр Грушин · Киевская область         | Мустафа Аджиев · Киев                        | Василий Василькивский · Тернопольская область Николай Яхонтов · Днепропетровская область |
| до 67 кг  | Олег Халилов · Закарпатская область         | Богдан Ковернюк · Закарпатская область       | Геворг Арзуманян · Одесская область Максим Евтушенко · Донецкая область                  |
| до 72 кг  | Артур Политаев · Киевская область           | Владислав Евтушенко · Донецкая область       | Евгений Дубовки · Харьковская область Андрей Кулик · Харьковская область                 |
| до 77 кг  | Дмитрий Васицкий · Днепропетровская область | Эльмар Нуралиев · Киев                       | Владимир Яковлев · Днепропетровская область Игорь Бичков · Винницкая область             |
| до 82 кг  | Руслан Абдиев · Харьковская область         | Руслан Конев · Харьковская область           | Иван Чмир · Закарпатская область Виталий Андреевич · Киевская область                    |
| до 87 кг  | Жан Беленюк · Полтавская область            | Дмитрий Кияшок · Киевская область            | Тихон Шафранский · Киев Никита Алексеев · Киевская область                               |
| до 97 кг  | Сергей Омелин · Днепропетровская область    | Владлен Козлюк · Одесская область            | Валентин Шкляренко · Киевская область Евгений Савета · Полтавская область                |
| до 130 кг | Александр Чернецкий · Донецкая область      | Владислав Вороний · Днепропетровская область | Святослав Калашников · Луганская область Михаил Вишнивецкий · Харьковская область        |